# Princess Evangile 〜プリンセス エヴァンジール〜
『Princess Evangile 〜プリンセスエヴァンジール〜』とはMOONSTONEより2011年7月29日に発売されたアダルトゲームである。2012年4月12日には、サイバーフロントからPlayStation Portable用に『Princess Evangile PORTABLE』が発売された。2014年10月31日にはソーシャルゲーム版がリリース、翌年3月27日にはMangaGamerから英語版が発売された。

## 解説
お嬢様学園へ、共学化のサンプルとして転入する羽目になった少年を主人公の1年間を描いたアドベンチャーゲーム。
シナリオのチャプターは話数形式をとっており、イベントの発生やシナリオの転換によって次の話数へ進む仕組みになっている。
タイトルにあるエヴァンジール (Évangile) とはフランス語で福音を表す。また、作中にもフランス語が多数出てくるが、作中での意味と実際の意味が異なっている場合がある。一部は造語とみられるものもある(Filles De La VancennesやGrande Voteなど)
なお、舞台となる学校がカトリック系のミッション校のため、時折福音書の内容が出てくることもあるが、ヒロインたちは信徒ではない。

## あらすじ
父親の借金を押し付けられた小此木正也は、無一文で夜の街をさまよっていた。そんな折、怪しい人たちに囲まれていた少女・瓏仙院理瀬を見かけ、とっさに彼女を助け出す。
理瀬はお嬢様学校として名高い私立ヴァンセンヌ女子学園の生徒で、来るべき学園共学化に向けて「サンプル」にふさわしい男性を探している最中だった。彼女に誘われた正也は、ほかに行き場がなかったこともあってヴァンセンヌに留学生扱いで編入する。
しかし実のところ、学園を共学にしようと活動しているのは理瀬ひとりだけだった。正也がヴァンセンヌに残るためには、生徒たちの意識を変えて改革の機運を盛り上げなければならない。そしてそれ以前に、まず男性である彼が周囲に受け入れられねばならなかった。

## ファンディスク
2012年6月29日に『Princess Evangile 〜W Happiness〜』（プリンセスエヴァンジール ダブルハピネス）が発売された。本編のメインヒロインとの後日談4本と、サブヒロインを主役に据えた新シナリオ5本が収録されている。

## キャラクター

### 主人公
小此木 正也（おこのぎ まさや）
声 - なし
主人公。後期課程2年。理瀬とクラスメイト。一名はなかば悪名のようなTentateur Serpent（タンタトゥル・セルパン、誘惑の蛇）。
10歳まで両親と共に暮らしていたが、母親が父親の甲斐性なしに呆れ離婚する。母親は一緒に連れて行こうとするが父親との下に残ることを選択し、それ以来父親と二人暮らし。
父親の不甲斐なさに呆れつつも日夜バイトに励み生活費を稼いでいる。進学はするもののバイトで忙しいため友達付き合いは良くない。それは本心からではなく、借金取りの目が親しい人に向かないように配慮しているため。様々なバイトを経験しており、意外に人生経験豊富。そのため何かと器用で出来ないことも練習を積めばそれなりのものとなる。
編入当初こそ悪名のような一名を付けられて忌避されていたが、様々な事件を得て見直され、Premier Jugement（プルミエール・ジャッジメント、最初の審判）は満場一致で通過した（W Happinessの摩理香ルートのみ、摩理香に話しかけたことが原因のやっかみで何票か反対票が入っている）。
バイトの経験が豊富で、マグロ漁船、執事、工事現場、南方でハブの生け捕り、ゴキブリの退治など様々な事をやっていた(中でもゴキブリは慣れなかったらしい)。
御劒神社放火事件の当事者であるが記憶喪失により覚えていなかった。後にカリヨンの時計台での肝試しの時に頭を強打したショックで全て思い出した。ただし犯人が理瀬の母親だとは思わなかった。またその時のトラウマで火が苦手で蝋燭の火でさえわずかばかり恐怖心を抱いてしまう（ただし後述のとおり料理はできる）。
大半のルートでヒロインたちにはTentateur Serpentの二つ名はあながち間違いではないという反応をされている。
W Happinessの瑠璃子ルートでは、元々進むはずだった学校に通いながら執事をしている。
W Happinessのこのみルートでは薙刀部に参加してたった一週間でこのみに追いつくほど腕を上げた。またカレー用の食材で『豚肉とナスとトマトの炒め物・にんにく風味』と『ポテトサラダ』を作ったりした。
試合形式になったときは最初こそは連敗だったが後に勝ったり負けたりの状況になった。このみの弱点を指摘したりもした。

### ヒロイン
瓏仙院 理瀬（ろうせんいん りせ）
声 - サトウユキ
後期課程2年。合唱部に所属。正也をヴァンセンヌへ誘った張本人。一名はSoleil D'Ecole（ソレイユ・デコール、学園の太陽）。
理事長の孫で学園では人気が高い。白百合会では会頭を務めており共学推進派の中心人物。行動力もあり毎晩、学園を抜けては男子学生を探していた。そこで正也の人柄に惹かれヴァンセンヌへ編入を進める。
ヴァンセンヌに思い入れはあるものの、生徒数の減少による経営環境の悪化と、閉鎖的な学園生活が生む悪影響を懸念し、共学を推進している。
御劒神社放火事件があった年に正也と一度出会っており、その時に正也と夏祭りに行き事件に遭遇。この事件がヴァンセンヌの思い出にとらわれた母親が起こしたものであった事と、男子も捨てたものではないと言う考えからヴァンセンヌの改革を志すことになる。その時のことは覚えているが当時の正也を犬がマスコットの野球帽を被っていたのでCian（シアン、犬）と呼んでいたため、同一人物だとは気付かなかった(気づくのは理瀬ルートと千帆ルートのみ) 。正也同様にその時の影響で火が苦手。
北御門 律子（きたみかど りつこ）
声 - 遠野そよぎ
後期課程1年。校長の娘で綾佳の妹。一名はBelle Epine（ベル・エピーヌ、うるわしき棘）。
普段から凛としており、生徒からの人気が高く理瀬と人気を二分するほど。姉の綾佳とは正反対の性格で規律を重んじる優等生タイプ。融通が利かないと言われるが、信念を曲げない部分がある。
母の言うとおりに過ごしてきたため、レールに沿った生活に慣れていたが正也が現れてからは少しずつ変化する周りに戸惑いつつある。母の決めた婚約には多少の疑問があったものの解消できずにいたが、瑠璃子の婚約解消騒動から考えを改め、解消している。
信徒ではないが幼児洗礼を受けていた(7つの秘蹟の一つの【洗礼】と思われる)。
W Happinessの律子ルートでは正也と所構わずいちゃついている様子からBelle Epineの一名はほとんど解消され、Femme D'Audace（ファム・ド・オーダス、傍若無人な若奥様）の一名が付いている。
チアリーダーの格好の時に歌ったのは「Imouto Paradise」(妹パラダイス！のOP)の替え歌である。
エピローグでは正式に婚姻を果たした。なおその際の司祭は無印の律子ルートの終盤に出てきた司祭である。
北御門 綾佳（きたみかど あやか）
声 - 吉川華生
後期課程3年。校長の娘で律子の姉。素行の問題から一名はなく、「北御門さまの妹さんじゃない方」と言われている。
普段からふざけており本気なのか冗談なのか分からない態度をとる。学園を抜け出す常習犯で問題児扱いされている。校長とは仲が悪く、他人行儀で何かと衝突している。
誘拐されかけたところを正也に助けられたのを機に白百合会に入り協力するようになる。以後は何かと見直されるようになり、一名をつけようかと言う動きも出ていた。
律子とは異父姉妹と教えられてきたが、実際は本当の姉妹。W Happinessでは校長の態度が軟化した為、仲は改善された。
鷺澤 千帆（さぎさわ ちほ）
声 - 水霧けいと
後期課程2年。正也の幼なじみ。ヴァンセンヌへは後期課程から入学したため一名はなく、代わりに「後期のお客さん」と言われている。
幼いころから正也を想っていたが、中学卒業後に約束をすっぽかされそれ以来音信不通だったがヴァンセンヌで再会を果たす。再会直後は「裏切り者」の言葉と共にビンタするが、その後和解し白百合会に入ることとなる。
陸上部に入っており、短距離走選手。昨年の体育祭では10キロマラソンで独走するほど速い。全国大会でも準決勝まで進んでいる。
理瀬から昔の話を聞かされた時にCianが正也であることに気づき、困惑していた。
W Happinessのエピローグでは正也と正也の子供と幸せな家庭を築いている。

### サブヒロイン
上宮城 瑠璃子（かみやぎ るりこ）
声 - 中家志穂
後期課程2年。千帆のクラスメイト。一名はBijou Bleu（ビジュ・ブルー、瑠璃色の宝石）。
学園に多額の寄付をする上宮城家のお嬢様。千帆とは親友でよくお喋りしている。いつも傍らにはフェレット（？）の「パンターベル」がおり可愛がっている。朝は早く工房でパンを焼くのが日課となっている。
見合いの話があるため男性に興味があり、正也に親しく接してくる。しかし婚約騒動の後、一人の異性として意識するようになった。
W Happinessにてヒロインに昇格した。
柳瀬 このみ（やなせ - ）
声 - 藤森ゆき奈
中期課程3年。広く浸透している一名はMignon Poupee（ミニョン・プーペ、愛らしいお人形さん）だが、本人は薙刀で猛る姿からついたLame Sans Merci（ラム・サン・メルシー、仮借なき刃）のほうがお気に入り。
律子を崇拝しており、恋愛の対象と豪語するが律子には呆れられている。薙刀部に所属しており腕前はなかなかのもので、全国大会では優勝した。
正也を意識しすぎて騒ぎたてることが多かった。月日が経つにつれ正也を理解したが、律子を狙う輩としては警戒している。
W Happinessにてヒロインに昇格した。
野木 民恵（のぎ たみえ）
声 - 上田朱音
後期課程2年。報道部所属。一名はSombre Scanner（ソンブル・スキャナー、闇のスキャナー）。
常にICレコーダ、カメラ、マイクを常備しており、何か事件が起きれば駆けつける記者の鏡。不偏不党を旨としており、今回の選挙では中立を貫くことを宣言している。個人的には改革派。
W Happinessにてヒロインに昇格した。
目加田 美月（めかた みつき）
声 - 鈴音華月
後期課程2年。一名は摩理香に付き従う姿からChef De Corps（シェフ・ド・コール、親衛隊長）とされるが、かつてはLarme De Lune（ラルム・ド・リュヌ、月の涙）だった。
理瀬とは前期課程からの付き合いで仲のいい友人同士。後期課程に入るころから、理瀬に対する劣等感から美月のほうから離れるようになり不仲になってしまう。太陽と月を対比させた自分と理瀬の一名に不満を持っている。
理瀬から離れるとほぼ同時期に摩理香に付き慕うように現在の一名を付けられるようになった。Grande Voteで理瀬と勝負にならないことを理解しており、紅薔薇会会頭から降り律子にその役を譲る。
摩理香のレイプ未遂事件の解決後は理瀬と和解し、Chef De Corpsの一名も返上している。和解後から理瀬とは以前の仲の良い友人関係に戻っており、改革派、反対派と関係なく正也に好感を抱くようになった。
W Happinessにてヒロインに昇格した。
妙義 摩理香（みょうぎ まりか）
声 - 香澄りょう
後期課程3年。学園の生徒会長。一名はLa Toute Soeur（ラ・トゥト・スール、みんなのお姉さま）だがこれは生徒会長としての称号であり、個人としてはGrande Fleur（グランデ・フルール、大輪の花）と呼ばれる。家庭科部に所属していたが、生徒会長就任に伴う慣習から退部している。
中立の立場から正也を観察し何が正しいのか間違っているのかを見極めている。
正也が与える学園の影響が大きく、次第に「正しいのは何か」と悩むようになり自分を追い詰めていく。
妙義家は代々ヴァンセンヌの理事を務めているが、母親が早くに亡くなっているため、現在は空位。その為、祖母は妙義家の威信の為に瓏仙院家と対立の立場を取り、祖母から正也を追い出すよう命じられ、正也にレイプ未遂の疑惑をかける。その罪の意識から自殺を図ろうとするも、理瀬と美月、正也の説得で思い直し、祖母に逆らって全校生徒の前でレイプ未遂の疑惑を解いた。
この件で生徒会長を辞任する事も考えたがそのまま会長を続け、以後中立の立場を貫いた。
W Happinessにてヒロインに昇格した。
美月すらも知らないが実はカラオケが好きでヒトカラをよくしている。正也と行った時には「勇気の魔法」(無印のOP)、「Imouto Paradise」(妹パラダイス！のOP)を熱唱した（なお他にも歌っているが明確にボイスとして出てきたのはこの2曲のみ）。
デートするために抜け出すなど行動力も出てきた(最初に抜け出した時に使った理由は『祖母が正也と話したがっている』)。
当初は正也からの行為を拒絶したが、それは幼いころより、そういった行為は婚姻の後という思いが強すぎたためであるが、摩理香自身も正也と行為に及びたいと思っていたのでホテルにて『お願いして強引にしてもらった』。その後は拒絶することは無くなった模様。作中では特に明言はされていないが変装時のメガネをかけている時の姿はマジスキ 〜Marginal Skip〜の天津りさに似ている。
卒業時に臨時のTemps De Confession（タン・ド・コンフェッション、告白の時）を開き正也とロザリオの交換を行った。

### サブキャラクター
北御門 美砂子（きたみかど みさこ）
声 - 桐矢ノエル
ヴァンセンヌ女学園の校長を務める厳しい女性。律子と綾佳の母親だが、奔放を装う綾佳のことは嫌っている。生粋のクリスチャンで、何かと聖書の教えを持ち出す。聖書の教えを逆手に取られると一層機嫌が悪くなる。
学園の卒業生で変化することを嫌っている。共学に断固反対しており、何かと正也を退学にしようとする。
ヴァンセンヌの卒業生で、在学中は香里への憧れからAssociationの会頭も務めており、香里とロザリオの交換をしている。夫はその頃の友人の結婚相手であり、友人の死後に再婚。友人が病気で入院中に半ば略奪のような形で結ばれた為、その罪の意識から精神を病み、友人の入院中に授かった綾佳のことを自分の娘だと認識しておらず、育児ノイローゼにより綾佳は友人の娘として認識するようになる。ヴァンセンヌの平穏を望むのもヴァンセンヌの思い出にとらわれている為。ちなみに夫は料亭「パッパトーレ・月の石」でシェフをしている。
変化するのが嫌なのは『お姉さま』との思い出に縛られているためで律子ルートではそのせいで極悪組に正也の誘拐を依頼する。
W HappinessのAfterルートではルート毎の事件から過去を払拭し、態度が軟化している（千帆ルートでは態度が軟化しているかは不明）。
W Happinessの摩理香ルートで戻ってきた摩理香と正也の様子を見て絞られてきたと勘違いした。(二人がそういう風に見られる芝居をしていたのもある)
瓏仙院 美都子（ろうせんいん みつこ）
ヴァンセンヌ女学園の理事長。理瀬の祖母。
学園の様々の状況から共学を進める人物。温和な態度で物腰が柔らかく、話が通りやすいが校長ら反対派から嫌われている。
シスター三島
ヴァンセンヌ女学園の教師。正也と理瀬の担任。正也の事にも理解を示している。
ヴァンセンヌの卒業生で、修道女の清楚な見た目と裏腹に何かと危険な発現が飛び出すお茶目な性格。
正也の父親
声 - 蘭丸
常に飄々としており掴み処がない人物。正也の父親だが似ても似つかない性格。
詐欺師並みに口が達者で危険察知能力が高く、多額の借金をしつつ、いつも口先だけで逃れている。
今の生活に疲れたと書置きを残し、正也に全ての借金を押しつけて行方をくらました。
千帆ルートでは自分の妻を刺すという事件を起こした。その後、千帆を利用してまで借金を返そうとしたが既に全額を正也に返された後だったので極悪組も呆れていた。正也が通報してやってきた警察に極悪組共々逮捕された。
瓏仙院 香里（ろうせんいん かおり）
理瀬の母親。ヴァンセンヌの卒業生であり、かつては理瀬と同じSoleil D'Ecoleの一名を持っていたLa Toute Soeur。明確に名前や姿が出てくるのは理瀬ルートのみ
ヴァンセンヌの卒業後は東京へ行き、結婚するもヴァンセンヌとあまりに違う環境から精神を病んでいき、ヴァンセンヌの建てかえによる変化を受け入れられず、御劒神社放火事件を引き起こす。裁判では正常な精神状態ではないと診断され刑事責任能力無しと判断されて無罪となり、現在は入院中。理瀬の事も自分の娘だと認識しておらず学園の後輩としてしか見ていない。
理瀬の首を絞めようとするなどの行為はしてきたが底には確かに親としての愛情があるために理瀬は死ぬことは無かった。またそのことを理瀬によって知らされて自分の娘という認識、結婚が幸せだったという事を持つに至った。また同時に病んでいた心も快復した模様。
W Happinessの理瀬ルートでは美都子と正也への傷害事件の罪を自首し、懲役6年の実刑を受けている。警察は香里が犯人という確信はあったが証拠がなかったため自首扱いになった。
千帆の両親
卒業生では無いがヴァンセンヌに娘を入れるほど思い入れがあり、変革には反対している。
千帆ルートでは千帆が変革派になったことにより『変わることになった際には構わないが、千帆が参加するのは許さない』という態度をとったので根っから反対しているというわけではない。
活動の参加自体には反対だが正也との付き合いには反対はしていない。後に参加も許すことになった。
摩理香の祖母
声 - 草村ケイ
保守派ではあるが実際はどちらでもない。美都子（理事長）と反対の立場になれればどちらでもよかったと語っている。摩理香に起こった変化が良い変化であることを願う。
W Happinessの摩理香ルートの臨時のTemps De Confession時に登場し、ロザリオを交換した摩理香と正也を祝福する。
摩理香が自分を出汁に抜け出しているのを知っていると思われるが特に何か言ってくることは無かった。
極悪組
作中に出てくるのは組長とキヨシという子分一人だけだがおそらく子分は他にもいると思われる。
特定のルートでは再び出てくる。
千帆ルートでは千帆を担保に正也の父親が借金返済に来たが既に返された後だったため特になにもすることはなかった(逆に正也の父親に呆れていた)。
律子ルートでは美砂子からの依頼で正也を誘拐するが、あくまで監禁がメインなため食事などはちゃんと与えていた。
正也は5000万出すと言ったが、通帳を持っていないため、身代わりとして綾佳と交換に正也を開放する。後に逮捕され、5000万は戻ってきた模様。
津田 佳代子（つだ かよこ）
綾佳ルートに出てくる正也をお兄ちゃんと呼ぶ転校生。
実際は妹ではなく律子のペンフレンドである。劇団に所属している。じれったい綾佳に発破をかけるために律子が呼んだ。
用が済んだ後は退学して劇団に戻った。
小野寺 富江（おのでら とみえ）
美砂子とは同級生。綾佳の母親であるが名前が明確に出てくるのは綾佳ルートのみである。既に故人で死因はガン。
実際は綾佳の母親ではない。
瑠璃子の両親
瑠璃子にお見合い結婚をさせようとしていたが相手の本性を知り、解消させ、瑠璃子が在学するための条件を無くした。
この際の正也の行動に感銘を受けていた(相手が本性を表したのも瑠璃子が自分の意志で断ったのも正也の存在があったため)。
その後も結婚させようとパーティなどに出せていた模様。
W Happinessの瑠璃子ルートでは、正也ならと交際を許した。その後、正也がいるからボディガードをなくしたりなど便宜を図ったりもした。正也をじっくり観察するために執事にした。
要害 絵美理（ようがい えみり）
W Happinessのこのみルートに名前のみ登場。
1年前にこのみが敗れた相手でもある。

## 用語
一名（いちめい）
ニックネームのようなもの。その人のステータスを表すものが多い。
白百合会（しらゆりかい）、紅薔薇会（べにばらかい）
生徒会の運営を支える組織。白百合会では青いリボン、紅薔薇会では赤いリボンを左腕に着けている。
今期の白百合会では理瀬が、紅薔薇会では美月が会頭を務めている。今回の共学化に際し、賛成派である白百合会は正規メンバーが全員退会し、理瀬ひとりという状況になっている。反対派である紅薔薇会では、確実に勝利するため美月が会頭を降り、人気の高い律子に会頭の座を明け渡した。
Association（アソシアシオン）
政党の意。ヴァンセンヌにおいては白百合会と紅薔薇会のことをさす。
Filles De La Vancennes（フィユ・ド・ラ・ヴァンセンヌ）
ヴァンセンヌの乙女たちの意。生徒全般のこと。
Vote（ボート）
学内で行われる選挙のようなもの。議題に対し、賛成か反対かを多数決で決める。結果は絶対で強制力が強い。
Grande Vote（グランデ・ボート）
年度の最後に行われる選挙のこと。生徒会長を立候補の中から選ぶ重要なものとされるが、実際は人気投票のようなもの。被選挙権は1・2年生なら誰にでもあるが、慣例として白百合会・紅薔薇会の会頭のみが出馬することになっている。
今回は学園の将来を決めるという例年にない重要性があり、理瀬が生徒会長になれば共学化になるのに対し、律子が生徒会長になれば女子校のままでいることが決まる。昨年度は摩理香以外の生徒が全員降りた為、信任投票のような形となった。
〜W Happiness〜ではAfterルートでは理瀬が勝った後のストーリーとなるが、Anotherルートでは律子が勝っている。
Chant De Noel（シャン・ド・ノエル）
2学期の終業式の日に全校生徒が礼拝堂に集まるイベント(公式なミサではない)
また大半が信徒では無い為か、ミサというよりもクリスマス会となっている
前期課程（ぜんきかてい）、中期課程（ちゅうきかてい）、後期課程（こうきかてい）
初等部、中等部、高等部のようなものに該当する。中期と後期は3年間、前期は不明だが、前期からいる生徒は10年以上をヴァンセンヌで過ごす事になる。

## スタッフ
- プロデューサー : 恋純ほたる、若林健 (PSP)
- シナリオ : 呉
- 原画 : やまかぜ嵐、彩季なお

## 主題歌
- PC版オープニングテーマ『勇気の魔法』
  - 作詞 - 藤本スミレ / 作・編曲 - 松浦貴雄 / 歌 - 霜月はるか
- エンディングテーマ『桜が見てた』
  - 作詞 - 藤本スミレ / 作・編曲 - 松浦貴雄 / 歌 - AiRI
- PSP版オープニングテーマ『Brand new Happy!』
  - 作詞 - 藤本スミレ / 作・編曲 - 松浦貴雄 / 歌 - 霜月はるか
- ファンディスクオープニングテーマ『未来のハジマリ』
  - 作詞 - 藤本スミレ / 作・編曲 - 松浦貴雄 / 歌 - 霜月はるか